# Odontodes metamelaena
Odontodes metamelaena är en fjärilsart som beskrevs av George Francis Hampson 1905. Odontodes metamelaena ingår i släktet Odontodes och familjen nattflyn. Inga underarter finns listade i Catalogue of Life.